# Stadio Léopold Sédar Senghor
Lo stadio Léopold Sédar Senghor (in francese Stade Léopold Sédar Senghor), già noto come stadio dell'Amicizia (in francese Stade de l'Amitié), è un impianto sportivo situato a Dakar, in Senegal, lungo strada che accompagna verso l'omonimo aeroporto internazionale della città. Ospita le partite casalinghe della locale squadra di calcio, l'ASC Jeanne d'Arc.

## Storia
La struttura fu inaugurata il 31 ottobre 1985 dal presidentente Abdou Diouf. Originariamente chiamato Stade de l'Amitié (stadio dell'Amicizia), è stato intitolato, nel 2001, a Léopold Sédar Senghor, scrittore, poeta e politico senegalese.
Nel 1992 ospitò, assieme allo stadio Aline Sitoe Diatta di Ziguinchor, la Coppa d'Africa.

## Caratteristiche tecniche
Lo stadio è a pianta ovale ed è capace di ospitare 60 000 spettatori.

## Avvenimenti
A seguito della sua rielezione, il presidente Abdoulaye Wade ha prestato giuramento in questo stadio il 3 aprile 2007.

## Voci correlate

Lo stadio Léopold Sédar Senghor visto dall'autostrada